# Kary Mullis
Kary Banks Mullis (ur. 28 grudnia 1944 w Lenoir, zm. 7 sierpnia 2019 w Newport Beach) – amerykański biochemik, wynalazca reakcji łańcuchowej polimerazy (PCR), fundamentalnej dla biologii molekularnej techniki, pozwalającej na kopiowanie specyficznych sekwencji DNA. Za pracę w tej dziedzinie Kary Mullis otrzymał w 1993 Nagrodę Nobla w dziedzinie chemii, którą dzielił z Michaelem Smithem.

## Kontrowersje
W rozmowie z Albertem Hofmannem wyznał, że odkrycie reakcji łańcuchowej polimerazy zawdzięcza po części LSD. W wywiadzie opublikowanym we wrześniowym wydaniu California Monthly (1994), Mullis powiedział, że „w latach sześćdziesiątych i wczesnych siedemdziesiątych XX wieku zażywałem dużo LSD, podobnie jak inni pracownicy Uniwersytetu Berkeley. Było to doświadczenie otwierające umysł. Dużo ważniejsze niż jakiekolwiek zajęcia, w których brałem udział”.
W 1995 był jednym z konsultantów obrony O.J. Simpsona. W sprawie o morderstwo, określanej mianem procesu stulecia, policja korzystała z analizy DNA metodą PCR. W tym czasie nie była ona jeszcze standardową metodą wykorzystywaną w genetyce sądowej i nie istniały ściśle określone procedury postępowania. Policja popełniła szereg błędów podczas zabezpieczania śladów na miejscu zdarzenia, jak również podczas ich przechowywania. W efekcie tych działań materiał nie był należycie zabezpieczony przed degradacją i kontaminacją. Kary Mullis był na liście biegłych sądowych obrony, której strategia zakładała podważenie przez niego sposobu w jaki wykorzystano jego metodę. Ostatecznie nie zdecydowano się na jego przesłuchanie, ze względu na obawy przed podważeniem wiarygodności Mullisa w związku z nadużywaniem przez niego alkoholu i narkotyków.
Kary Mullis był wielobarwną postacią. Podważał zarówno istnienie globalnego ocieplenia, jak i dziury ozonowej. Uważał też, że nie ma wystarczających dowodów, by twierdzić, że AIDS jest wywoływany przez wirusa HIV. Był zdania, że pacjenci leczeni azydotymidyną są zwyczajnie truci. Był również założycielem firmy sprzedającej biżuterię z DNA znanych osób i orędownikiem astrologii. W 1998 wydał książkę autobiograficzną pod tytułem Dancing Naked in the Mind Field, w której zawarł wiele ze swoich kontrowersyjnych opinii.
Był zapalonym surferem. Za pieniądze uzyskane dzięki wynalezieniu metody PCR przeniósł się do San Diego, gdzie osiedlił się w pobliżu znanego surferskiego spotu na plaży Windansea Beach.